# تپه کافر چیچک
تپه کافر چیچک مربوط به هزاره اول قبل از میلاد است و در شهرستان سلماس، بخش مرکزی، روستای چیچک واقع شده است. این اثر در تاریخ ۱۷ اسفند ۱۳۸۱ با شمارهٔ ثبت ۷۷۴۱ به‌عنوان یکی از آثار ملی ایران به ثبت رسیده است.